# Minju-peyonghwa-Partei
Die Minju-peyonghwa-Partei (Koreanisch: 민주평화당, Transliteration: Minju-peyonghwa-dang, deutsch: Partei für Demokratie und Frieden) ist eine liberale Partei in Südkorea, die am 6. Februar 2018 von ehemaligen Mitgliedern der Gungminui-Partei gegründet wurde.

## Geschichte
Nachdem die Parteivorsitzenden der liberalen Gungminui-Partei und der konservativen Bareun-Partei beschlossen, sich am 13. Februar 2018 als Bareun-mirae-Partei zusammenzuschließen, regte sich in der Gungminui-Partei Widerstand gegen dieses Vorhaben. Daraufhin wurde die Minju-peyonghwa-Partei am 6. Februar 2018 gegründet. Insbesondere Abgeordnete aus der Provinz Jeolla kritisierten den Zusammenschluss, da die Provinz liberal geprägt ist. Die Partei hat 14 Mitglieder in der Nationalversammlung Südkoreas. Es bestand eine Fraktionsgemeinschaft mit der Jeongui-Partei mit insgesamt 20 Mitgliedern, die am 2. April 2018 registriert wurde. Jedoch wurde die Fraktion am 23. Juli 2018 automatisch aufgelöst, nachdem der Jeongui-Partei-Abgeordnete Roh Hoe-chan Suizid beging, da die Fraktion damit die Mindestgröße von 20 Mitgliedern um einen Sitz unterschritt.